# 立松弘孝
立松 弘孝（たてまつ ひろたか、1931年 - 2016年）は、日本の哲学研究者。南山大学名誉教授。主な研究分野は現象学。

## 生涯
名古屋に生れる。1953年南山大学文学部独文学科卒業。東京大学大学院修士課程を経て、1955-58年ボン大学で哲学専攻。帰国後は1999年まで南山大学哲学科に勤務。

## 訳書
- フッサール『現象学の理念』『内的時間意識の現象学』『論理学研究』全4巻（2、3は共訳）
- フッサール『イデーン　II-I・II』（共訳）『形式論理学と超越論的論理学』（以上みすず書房、1965、1967、1968-76、2001、2009、2015）。

## 編訳書
- 『フッサール・コレクション』（平凡社ライブラリー、2009）ほか。